# Scotopteryx fuscofasciata
Scotopteryx fuscofasciata là một loài bướm đêm trong họ Geometridae.